# 満田久義
満田 久義（みつだ ひさよし、1948年11月 - ）は、日本の環境社会学者。佛教大学社会学部公共政策学科教授。農学博士。

## 活動
現場主義（フィールドワーク第一主義）を掲げ、自然保護活動などに実際に参加し、自然環境と人間社会の永続的な共生を目指す持続可能な社会システムの研究を行っている社会学者である。
大学で社会学を専攻し、大学院で農学を専攻した満田久義は、社会科学と自然科学の両面から環境問題を考える稀有な研究者である。また、1980年代後半に生まれた新しい学問である環境社会学をアメリカで学び、それを日本で提唱した第一人者としても有名である。
畑正憲やC・W・ニコルなどと共に、原生林に抱きついて「この木を切るなら私達の体を切りなさい！」とチェーンソーを持った人達の前に立ちはだかった知床の原生林の自然保護運動は、知床の自然の重要性が見直される大きな契機となり、この運動が2005年の世界遺産登録へと繋がったことはいうまでもない。
2005年には、スマトラ島沖地震とインド洋大津波で被災したインドネシア・アチェ州の子供達にマラリア診断キットを送る運動を行い、その活動は、インドネシアの新聞でも大きく報道された。
2006年からインドネシア国立マタラム大学医学部客員教授として5ヶ年かけ、マラリアアウトブレイク（感染爆発）が発生し、住民14名が犠牲となったインドネシアの村で、共同体の力を活用する社会学的なアプローチでマラリアを制圧した。満田教授の地域力によるマラリア制圧は、医学的治療/予防や感染動物であるハマダラ蚊の駆除を中心とする従来のマラリア対策に対し、新たなマラリアの社会解決を図る。

## 研究分野
- 環境社会学

## 経歴
- 京都大学大学院農学研究科（農林経済学専攻）博士課程修了
- 米国コーネル大学生命科学部客員研究員
- ブルガリア科学アカデミーエコロジー研究所客員教授
- オランダ・ワーゲニンゲン大学環境政策グループ客員教授
- ドイツ・オスナブルク大学社会科学部客員教授
- 佛教大学社会学部専任講師
- 佛教大学社会学部助教授
- 佛教大学社会学部教授
- インドネシア国立マタラム大学医学部客員教授

## 所属学会
- 国際社会学会

## 著書・論文
- 『村落社会体系論』. ミネルヴァ書房. 1987年.
- 『社会学への誘い』. 青木康容共著. 朝日新聞社. 1999年.
- 『現代社会学への誘い』. 朝日新聞社．2003年.
- 『環境社会学への招待 ―グローバルな展開―』. 朝日新聞社．2005年.
- 『面白くてよくわかる！ エコロジー』、アスペクト社、2013年.
- 『環境・エネルギー・社会 ―環境社会学を求めて―』. C.R.ハムフェリー／F.H.バトル著．ミネルヴァ書房. 1991年.
- 『現代アメリカの環境主義 ―1970年から1990年の環境運動―』．R.E.ダンラップ／A.G.マーティグ著．ミネルヴァ書房. 1993年.
- 『環境と社会 ―果てしなき対立の構図―』．A.シュネイバーグ／K.A.グールド著．ミネルヴァ書房. 1999年.
- 『エコロジー事典 ―環境を読み解く―』．アーネスト・キャレンバッハ著．ミネルヴァ書房. 2001年.
- SUSTAINABLE LOMBOK: The Rich Nature and Rich People in the 21st Century.Edited by Mitsuda, H. and R.H. Sayuti, Mataram University Press, 2005.
- MALARIA CONTROL AS A GLOBAL CHALLENGE: A Study on Malaria Control Program in Lombok, Indonesia. Edited by Mitsuda, H. and Mulyanto, Mataram University Press, 2009.
- 『持続可能な発展の戦略としてのエコツーリズム ―インドネシア・ロンボク島の事例―』．（佛教大学社会学部論集）．2005年.
- 『途上国における環境主義と環境社会学（1）―インド環境社会学の成立―』.（佛教大学社会学部論集）. 2003年.
- 『持続可能な発展のための先進国と途上国の相互協力システムに関する研究 ―The Center for Eco-Literacy in Lombok (CELL) の構築を目指して―』.（2001年度松下国際財団研究報告書）. 2003年.